# Jeffries Fan Club
I Jeffries Fan Club sono stati un gruppo third wave of ska statunitense formatosi nel 1996 a Pomona in California. Il complesso pubblicò diversi album con la Vegas Records, adesso fallita, prima di sciogliersi nel 2001. L'ultimo concerto della band si è tenuto il 6 gennaio 2001 alla Glasshouse a Pomona; questo concerto fu più tardi pubblicato in CD con il titolo Last Show at the Glasshouse. Il loro scioglimento fu la storia di copertina nell'OC Weekly del 5 gennaio 2001. Nell'articolo dell'OC Weekly fu svelato che il motivo principale dello scioglimento della band era il desiderio del cantante/chitarrista Mike Dziurgot di tornare a scuola e che il gruppo non si divertiva a suonare se non erano sotto l'effetto dell'alcool, e che questo problema l'aveva spinto a tornare alle sue radici cristiane.
La band si riunì per suonare al Chain Reaction ad Anaheim il 9 novembre 2002 e poi in due concerti celebrativi in occasione del decennale della band, al Chain Reaction il 14 e il 15 aprile 2006.
Nel 2003, la band è stata inserita nella lista delle 129 migliori band di sempre della contea di Orange stilata dall'OC Weekly al 96º posto.

## Dopo la rottura
Dopo lo scioglimento della band, Mike Dziurgot ha frequentato il Fullerton College dove si è specializzato in giornalismo.
Dal 2001 al 2005, Derek Gibbs, Chris Colonnier, e Justin Ferreira sono stati nei The Forces of Evil, band che aveva come frontman Aaron Barrett dei Reel Big Fish.
Justin Ferreira ha anche suonato la batteria nei Reel Big Fish dal 2003 al 2005 e appare in We're Not Happy 'Til You're Not Happy. Lasciò la band prima della pubblicazione dell'album per concentrarsi sul suo nuovo gruppo, i Takota.
Derek Gibbs si unì ai Reel Big Fish nel giugno 2007, per rimpiazzare il bassista originale della band, Matt Wong.

## Formazione finale
- Mike Dziurgot - voce, chitarra
- Chris Colonnier - trombone, voce d'accompagnamento
- Tim Carpenter - chitarra
- Justin Ferreira - batteria
- Derek Gibbs - basso
- Steve Tucker - tromba

### Componenti precedenti
- Sonnie Johnston - chitarra
- Chris Rush - tromba

## Discografia

### Album in studio
- 1997 - Feelin' Sorry...For All The Hearts We've Broken'
- 1998 - Nothing to Prove

### EP
- 2000 - Changing the Nation

### Raccolte
- 1999 - JFC Sucks: The Early Years

### Album live
- 2000 - JFC Live!
- 2001 - Last Show at the Glasshouse